# النادي الأولمبي للنقل
النادي الأولمبي للنقل (COT)هو نادي رياضي تونسي مقره منطقة الملاسين الواقعة غرب وسط العاصمة التونسية. تأسس في 29 يوليو 1966 يرأسه السيدة سيرين مرابط ويدربه نبيل الفرشيشي.
يلعب فريق كرة القدم للنادي في الرابطة التونسية المحترفة الثانية لكرة القدم. يتلقى الفريق دعما ماليا عبر شركات النقل العمومية خصوصا أن الحي الذي يقع فيه يعد من أكثر أحياء العاصمة صعوبة.
ألوانه الأزرق و الأسود.

## أبرز اللاعبين القدامى

### أحسن هداف (الرابطة الأولى)
| - محي الدين حبيطة :99 هدف - عبد القادر بلحسن :44 هدف - فوزي الهنشيري :33 هدف - محسن يحمدي :30 هدف - منذر المساكني :27 هدف - عبد السلام شعتاني :26 هدف - فتحي بجاوي :24 هدف |

### الأكثر مشاركة (الرابطة الأولى)
| - منذر المساكني :213 مباراة - علي الكعبي :208 مباراة - جهاد داود :189 مباراة - محي الدين حبيطة :181 مباراة - علي قيزاني :172 مباراة - محمد علي بن منصور :162 مباراة - لطفي الكعبي :161 مباراة - سعيد جمعة (لاعب تونسي) :160 مباراة - فتحي بجاوي :151 مباراة - بوبكر الزيتوني - العيادي الحمروني - صبري البوهالي |

### الألقاب
| وطني |
| - كأس تونس (1) - البطل 1987–88 - الرابطة التونسية المحترفة الأولى (0) - الوصيف 1987–88 - الثالث 1970–71، 1971–72 - الرابطة التونسية المحترفة الثانية لكرة القدم (7) - البطل 1964–65، 1966–67، 1979–80، 1982–83، 1983–84، 1985–86، 1994–95 - الرابطة التونسية الثالثة لكرة القدم (1) - البطل 2010 |

## وصلات خارجية
- صفحة النادي الأولمبي للنقل على موقع كوووة.
- الموقع الرسمي للجامعة التونسية لكرة القدم.